# Tôma Nguyễn Văn Đệ
Toma Nguyễn Văn Đệ là một thợ may, tử vì đạo dưới triều vua Minh Mạng, được Giáo hội Công giáo Rôma phong Hiển Thánh vào năm 1988. 
Ông sinh năm 1811 tại làng Bồ Trang (nay thuộc Giáo họ Bái Đông, xứ Bồ Ngọc, xã Quỳnh Hoa, huyện Quỳnh Phụ, tỉnh Thái Bình, Giáo phận Thái Bình), sống bằng nghề thợ may tại làng Kẻ Mốt, tỉnh Bắc Ninh. Ngày 29 tháng 6 năm 1838, binh lính vây làng Kẻ Mốt, bắt dân đinh tập trung tại đình làng, buộc họ đạp lên Thánh Giá, chối đạo mới thả về. Biết không trốn được, ông ra trình diện, bị kết án xử giảo nhưng chậm thi hành một năm. Ngày 19 tháng 12 năm 1839, ông bị xử giảo tại pháp trường Cổ Mễ. Thi thể mai táng tại nhà thờ Phong Cốc, Giáo phận Bắc Ninh. Hiện nay, một phần hài cốt vẫn được lưu giữ tại xứ Phong Cốc, một phần được lưu giữ tại quê hương giáo xứ Bồ Ngọc của ông.